# Ascensión Ludeña López
Ascensión Ludeña López (Moratalla, 8 de octubre de 1983) es una política española. 

## Biografía
Es graduada en Magisterio.
Miembro del PSOE, ha sido diputada en la Asamblea Regional de Murcia desde 2015 a 2019. Anteriormente había sido concejala de su municipio.